# Luiz Azeredo
Luiz Azeredo (São Paulo, 10 de junho de 1976) é um lutador de  artes marciais mistas brasileiro que atualmente luta no evento Bellator na categoria dos  pesos médios. É conhecido por ser um dos lutadores que já conseguiram vencer o Anderson Silva no  MMA. Azeredo também já lutou em eventos como  PRIDE e Cage Rage.

## Carreira no MMA

### Início da Carreira
Azeredo treina na academia brasileira Chute Boxe e começou a lutar  MMA profissionalmente em alguns eventos como Brazil Free Style onde alcançou suas duas primeiras vitória e posteriormente, uma derrota. Em 27 de maio de 2000 Azeredo lutou no evento Meca World Vale Tudo 1 contra o futuro  campeão dos médios do  UFC Anderson Silva. Azeredo conseguiu controlar bem a luta e após dois rounds de dez minutos, venceu a luta por decisão unânime. Recentemente Azeredo declarou que gostaria de uma revanche contra Anderson se fosse desafiado.
Após a vitória, Azeredo lutou no evento Shooto - R.E.A.D. 8 contra o japonês Hayato Sakurai. Azeredo perdeu a luta por decisão unânime. Após isso ele continuou a lutar em alguns eventos de  MMA brasileiros e no Japão.

### PRIDE
Azeredo fez sua estréia no PRIDE contra o outro brasileiro Luiz Firmino, luta na qual Azeredo venceu por decisão unânime. Após essa luta Azeredo não teve um bom aproveitamento no evento, tendo sofrido ainda duas derrotas contra o japonês Takanori Gomi. Após o PRIDE Azeredo continuou lutando em eventos como Cage Rage e Jungle Fight até o ano de 2008 quando ficou dois anos sem lutar em nenhum evento.
Azeredo voltou a lutar em 2010 fazendo uma maratona de quatro lutas em menos de dois meses, com três vitórias e uma derrota.

### BELLATOR
Azeredo fez a sua estreia no Bellator 33 vencendo o ex-invicto Edward Guedes. Ele venceu a luta por decisão unânime depois de dominar os três rounds.
Após a vitória Azeredo voltou a lutar no Bellator 39 contra o compatriota Renê Nazare. Azeredo perdeu a luta por nocaute técnico após sofrer uma contusão no braço.
Em recente entrevista, Azeredo declarou ter a meta de conseguir lutar no  UFC.

## Cartel no MMA
| Cartel no MMA   |             |             |
| 25 lutas        | 15 vitórias | 10 derrotas |
| Por nocaute     | 6           | 3           |
| Por finalização | 3           | 1           |
| Por decisão     | 6           | 6           |
| No contest      | 0           | 0           |

| Res.    | Cartel | Oponente            | Método                              | Evento                                     | Data                    | Round | Tempo | Local | Notas |
| ------- | ------ | ------------------- | ----------------------------------- | ------------------------------------------ | ----------------------- | ----- | ----- | ----- | ----- |
| Derrota | 15–10  | Renê Nazare         | Nocaute Técnico (contusão no braço) | Bellator 39                                | 2 de abril de 2011      | 1     | 5:00  |       |       |
| Vitória | 15–9   | Edward Guedes       | Decisão (unânime)                   | Bellator 33                                | 21 de outubro de 2010   | 3     | 5:00  |       |       |
| Vitoria | 14–9   | Niko Puhakka        | Decisão (unânime)                   | FF 28 - Fight Festival 28                  | 16 de outubro de 2010   | 3     | 5:00  |       |       |
| Derrota | 13–9   | Mikhail Malyutin    | Decisão (unânime)                   | Ring of Combat 31                          | 24 de setembro de 2010  | 3     | 5:00  |       |       |
| Vitória | 13–8   | Brandon Adamson     | Finalização (mata-leão)             | UCC 3 - Urban Conflict Championship Fights | 10 de setembro de 2010  | 1     | 3:06  |       |       |
| Derrota | 12–8   | Ronys Torres        | Finalização (kimura)                | Jungle Fight 10                            | 12 de julho de 2008     | 1     | 4:34  |       |       |
| Vitória | 12–7   | Milton Vieira       | Decisão                             | The One - VIP Fighting                     | 13 de fevereiro de 2008 | 3     | N/A   |       |       |
| Derrota | 11–7   | Tatsuya Kawajiri    | Decisão (unânime)                   | Yarennoka!                                 | 31 de dezembro de 2007  | 2     | 5:00  |       |       |
| Vitória | 11–6   | Paul Daley          | Decisão (unânime)                   | Cage Rage 19                               | 9 de dezembro de 2006   | 3     | 5:00  |       |       |
| Derrota | 10–6   | Joachim Hansen      | Nocaute (joelhada)                  | Pride Bushido 10                           | 2 de abril de 2006      | 1     | 7:09  |       |       |
| Derrota | 10–5   | Takanori Gomi       | Decisão (unânime)                   | Pride Bushido 9                            | 25 de setembro de 2005  | 2     | 5:00  |       |       |
| Vitória | 10–4   | Naoyuki Kotani      | Nocaute (golpes)                    | Pride Bushido 9                            | 25 de setembro de 2005  | 1     | 0:11  |       |       |
| Derrota | 9–4    | Takanori Gomi       | Nocaute (socos)                     | Pride Bushido 7                            | 22 de maio de 2005      | 1     | 3:46  |       |       |
| Vitória | 9–3    | Luiz Firmino        | Decisão (dividida)                  | Pride Bushido 6                            | 3 de abril de 2005      | 2     | 5:00  |       |       |
| Vitória | 8–3    | Regiclaudio Macedo  | Nocaute Técnico (socos)             | SS 5 - Storm Samurai 5                     | 5 de novembro de 2004   | 2     | 2:23  |       |       |
| Vitória | 7–3    | Eduardo Simões      | Nocaute Técnico (socos e pisões)    | SS 4 - Storm Samurai 4                     | 7 de agosto de 2004     | 1     | 1:36  |       |       |
| Derrota | 6–3    | Tony DeSouza        | Decisão (unânime)                   | Meca 11 - Meca World Vale Tudo 11          | 5 de junho de 2004      | 3     | 5:00  |       |       |
| Vitória | 6–2    | Rodrigo Ruas        | Nocaute Técnico (socos)             | BSF - Brazil Super Fight                   | 19 de setembro de 2003  | 1     | 1:26  |       |       |
| Vitória | 5–2    | Cristiano Marcello  | Nocaute (joelhada)                  | Meca 6 - Meca World Vale Tudo 6            | 31 de janeiro de 2002   | 1     | 8:30  |       |       |
| Vitória | 4–2    | Fabrício Camões     | Nocaute Técnico                     | Meca - World Vale Tudo 3                   | 14 de novembro de 2000  | 2     | 1:36  |       |       |
| Derrota | 3–2    | Hayato Sakurai      | Decisão (unânime)                   | Shooto - R.E.A.D. 8                        | 4 de agosto de 2000     | 3     | 5:00  |       |       |
| Vitória | 3–1    | Anderson Silva      | Decisão (unânime)                   | Meca 1 - Meca World Vale Tudo 1            | 27 de maio de 2000      | 2     | 10:00 |       |       |
| Derrota | 2–1    | Antonio Duarte      | Decisão                             | Brazil Free Style - The Best Fighters      | 14 de maio de 1997      | 1     | 10:00 |       |       |
| Vitória | 2–0    | Allen Clanton       | Finalização (golpes)                | Free Style - The Best Fighters             | 14 de maio de 1997      | 1     | 5:18  |       |       |
| Vitória | 1–0    | Alexandre Alexandre | Finalização(golpes)                 | Brazil Free Style - The Best Fighters      | 14 de maio de 1997      | 1     | 1:52  |       |       |